# Raxruhá
Raxruhá, Raxrujá – miasto w środkowej Gwatemali, w departamencie Alta Verapaz, leżące w odległości 106 km na północny wschód od stolicy departamentu, nad rzeką Río Sebol. Miasto jest siedzibą gminy o tej samej nazwie, która w 2012 roku liczyła 33 630 mieszkańców.